# 集落地理学
集落地理学（しゅうらくちりがく、英: settlement geography）は、集落という人間の居住形態が具現化したものを、分析・研究する人文地理学の一分野。集落の位置、大きさ、様態を分析・区分する事など行う。居住地理学とほぼ同義のものとして認識されている。かつては、農村地理学も都市地理学もこの一分野として認識されていた。

## 概要
集落の形態は、古来より地理学のみならず他分野でも研究されてきたが、地理学の場合主体となっている産業や集落形成の成因になっているものに着目し、その関係性を探る傾向が強い。単純に集落というものを考えた場合、農村と都市というふうに大まかに二分できる。農村地理学も、都市地理学もこうした集落地理学の一分野という捉え方もかつてはできたが、農村にしろ、都市にしろ、集落の一形態以外として見るには、社会、経済など様々な要素が複雑に絡み合って成立しており困難であるので、特に現代ではそうした要素が顕著な都市というものを扱う都市地理学は、独立した一分野とみなされる事が多くなった。現代集落地理学では、農村の集落の考察が多く、農業経営や産業形態などとの関係を分析することが多い。また、農村と都市以外にも多くの集落分類がなされており、様々なモデルパターンも提唱されている。